# Point Hyllie

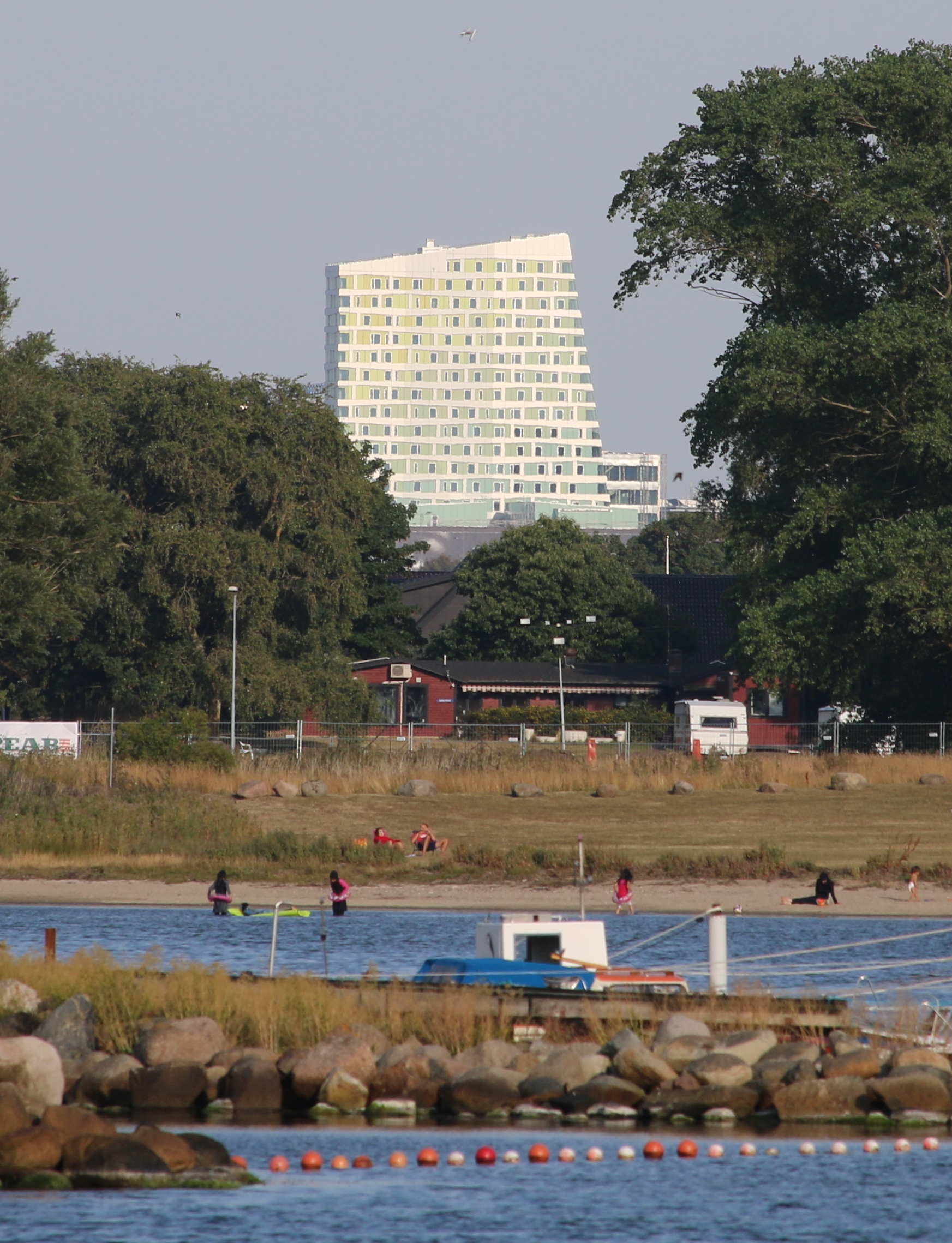
Point Hyllie C från Lernacken

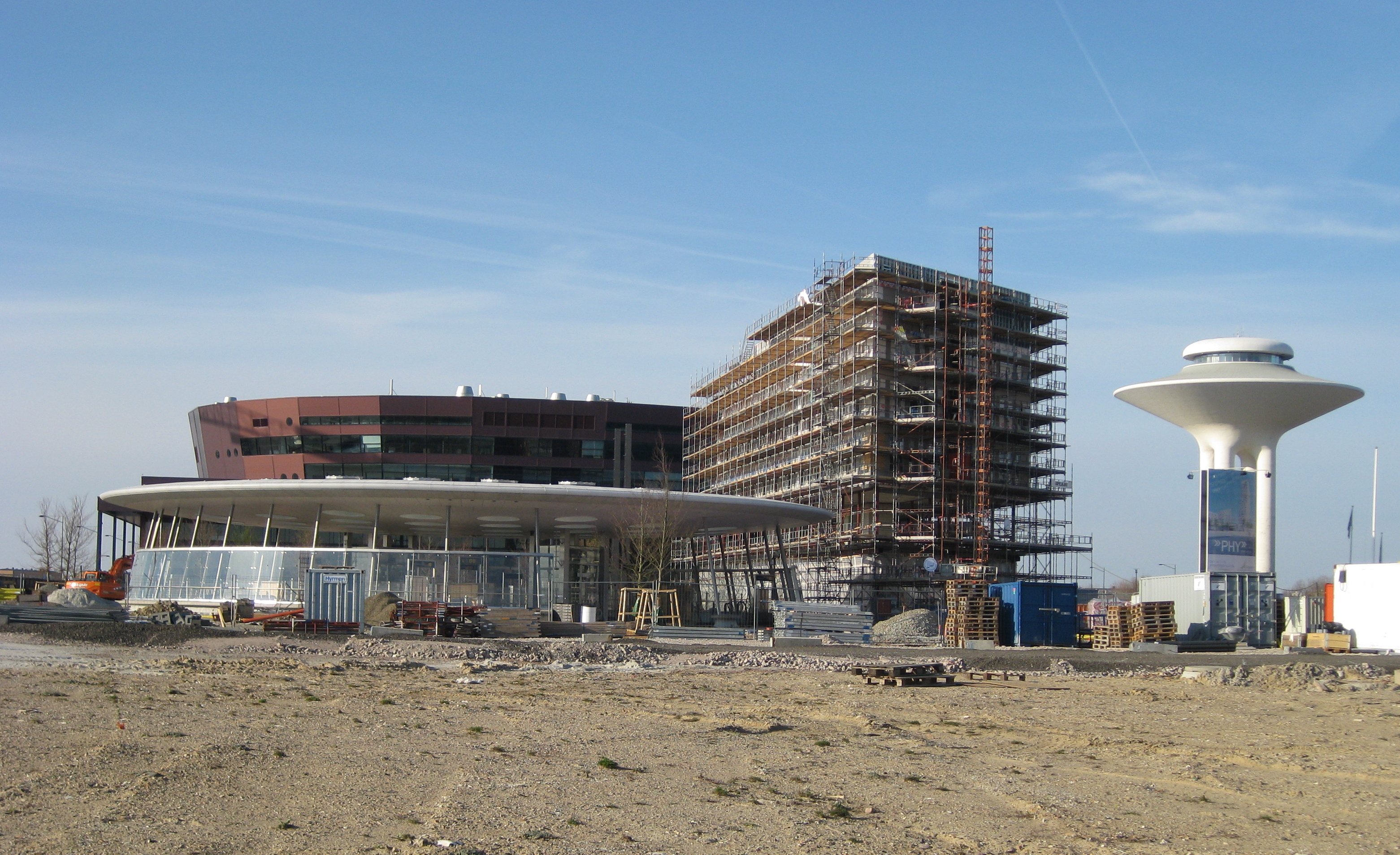
Point Hyllie (i mitten) byggs vid Hyllie station (i förgrunden). Till vänster syns Malmö Arena, till höger Hyllie vattentorn.

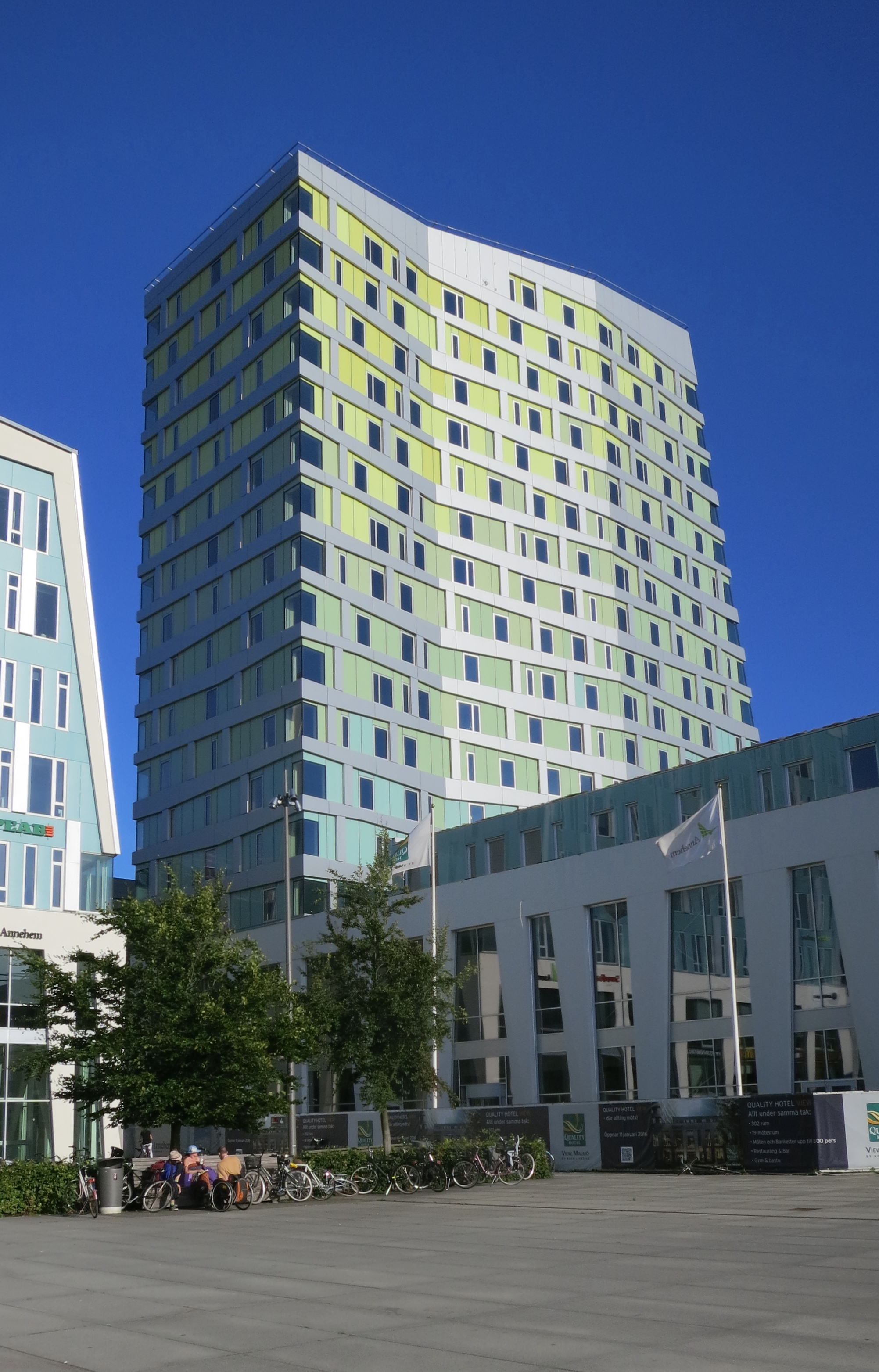
Point Hyllie C

Point Hyllie är ett bostads- kontors- och hotellkomplex i Hyllievång i stadsdelen Hyllie i sydvästra Malmö. 
Komplexet inrymmer butiker, restauranger och kontor samt bostadsrättslägenheter och är beläget mitt i den nya stadsdelen Hyllie med köpcentret Emporia, Hyllie station samt Malmö Arena som närmaste grannar. Byggstart skedde sensommaren 2009 och den sista huskroppen The Point nådde fullhöjd våren 2019 och är Sveriges näst högsta kontorsbyggnad med 110 meters höjd och 29 våningar.

## Bakgrund
Point Hyllie är en ersättning istället för det skrotade projektet Malmö Tower. Planen var ursprungligen att komplexet skulle innehålla en hög skyskrapa med 62 våningsplan och en höjd av 216 meter, vilket skulle gjort byggnaden till Europas tredje högsta bostadshus och Sveriges högsta. I augusti 2007 meddelade byggherren Annehem AB att planerna på skyskrapan var skrotade. Istället kommer ett betydligt lägre hus att byggas.
Fastighetsförvaltaren Annehem tecknade ett avtal med Malmö stad gällande ett projekt med kommersiell bebyggelse och bostäder i anslutning till den nya Citytunnelstationen i Hyllie. Annehem nominerade fyra arkitektbyråer; White Arkitekter AB, Sverige, Coop Himmelb(l)au, Österrike, Snøhetta A/S, Norge och Arkitektfirmaet C. F. Møller A/S, Danmark. Planerna var att Annehem AB skulle ha två byggnader runt det nya torget i Hyllievång, ett torghus och ett stationshus. Samtliga arkitektbyråer hade förslag på två byggnader var. 
Det vinnande förslaget utsågs den 21 augusti 2006 och det blev förslaget "Svea torg" från arkitektbyrån C. F. Møller A/S från Danmark. Förslaget bestod av en 110 meter hög skyskrapa och en mindre byggnad intill med bland annat kontorslokaler. Skyskrapan var tänkt att ha runt 230 lägenheter. Tornet skulle vara beläget precis vid den nya Citytunnelstationen och en bit ifrån det nuvarande vattentornet Hyllie vattentorn som har varit på Hyllievång sedan 1973. Juryn som utsåg vinnaren beskrev tornet som "en stark skandinavisk identitet och en arkitektur som uttrycker vår tid". 
Byggandet av Malmö Tower och de övriga byggnaderna skulle påbörjas runt 2008 med ett tänkt färdigställande 2010. I augusti 2007 meddelade Annehem att planerna ändrats. Ingen skyskrapa med extrema mått skulle längre byggas. Planerna var ändrade till att bygga ett hus med normalt antal våningar. I samband med detta bytte projektet namn till Point Hyllie.